# Município de Howard (condado de Knox, Ohio)
O município de Howard (em inglês: Howard Township) é um município localizado no condado de Knox no estado estadounidense de Ohio. No ano de 2010 tinha uma população de 5.617 habitantes e uma densidade populacional de 92,48 pessoas por km².

## Geografia
O município de Howard encontra-se localizado nas coordenadas 40° 25′ 11″ N, 82° 19′ 48″ O. Segundo o Departamento do Censo dos Estados Unidos, o município tem uma superfície total de 60.74 km², da qual 58.4 km² correspondem a terra firme e (3.85%) 2.34 km² é água.

## Demografia
Segundo o censo de 2010, tinha 5.617 habitantes residindo no município de Howard. A densidade populacional era de 92,48 hab./km². Dos 5.617 habitantes, o município de Howard estava composto pelo 97.01% brancos, o 0.98% eram afroamericanos, o 0.28% eram amerindios, o 0.5% eram asiáticos, o 0.02% eram insulares do Pacífico, o 0.37% eram de outras raças e o 0.84% pertenciam a dois ou mais raças. Do total da população o 1.25% eram hispanos ou latinos de qualquer raça.